# 瓦爾卡面具

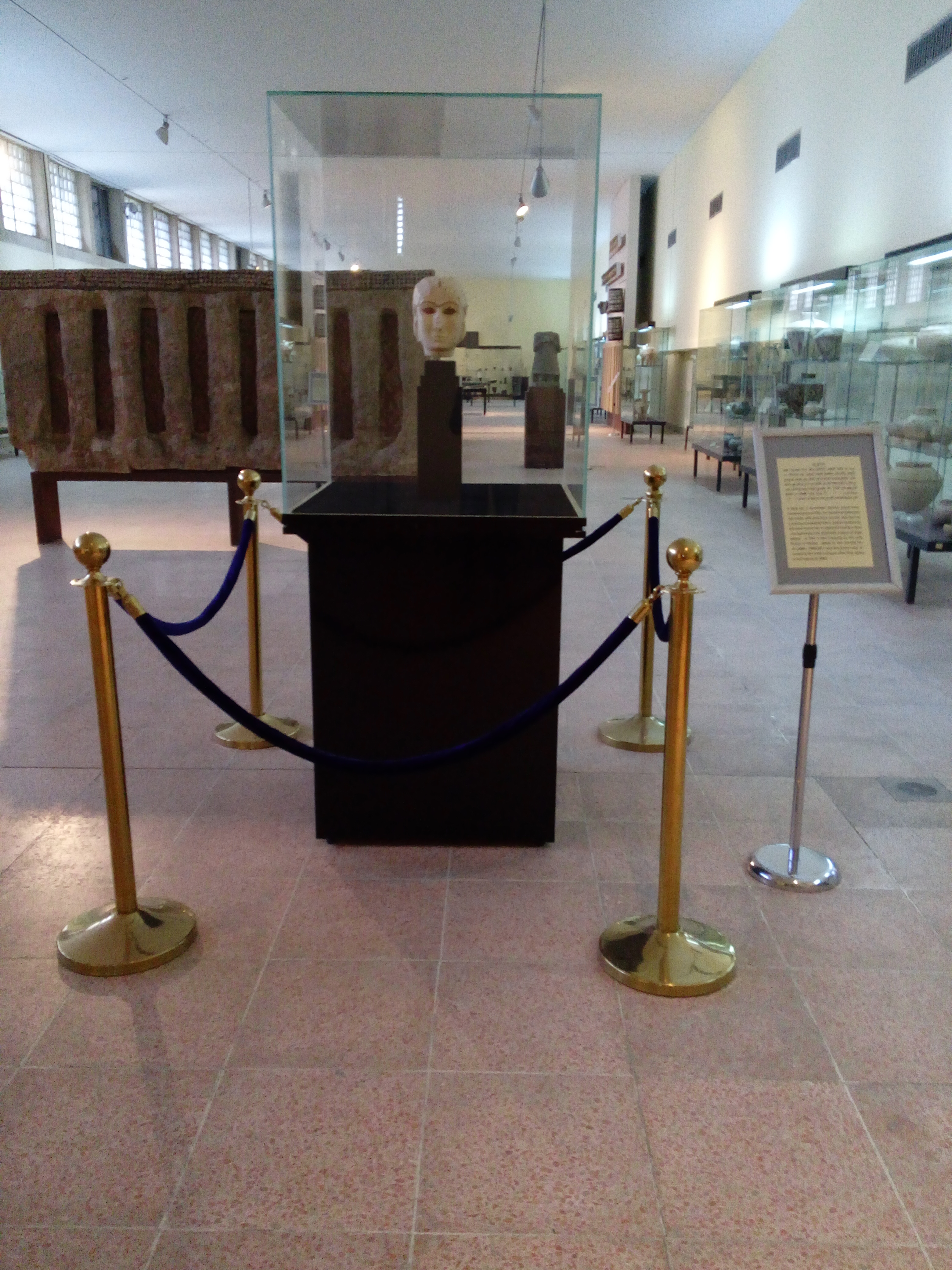
今日伊拉克國家博物館中的瓦爾卡面具

瓦爾卡面具（Mask of Warka，以靠近烏魯克古城的現代村落瓦爾卡命名），也被稱為烏魯克女士（Lady of Uruk），其歷史可追溯至公元前3100年，是已知最早的人臉表現物之一。 該面具呈現的是以大理石雕刻的女性面孔，描繪的對象可能是伊南娜。高約20公分，可能是被收納在一個更大的木製神像中，不過面具描繪的是神靈這一點只是假設。在那段時期的作品中沒有可與瓦爾卡面具相媲美的作品。瓦爾卡面具目前藏於伊拉克國家博物館，它曾在2003年美國入侵伊拉克期間遭人劫走，現已被完好無損找到。
這可能是神廟女神的形象。眼白可能以貝殼製作，瞳孔則以青金石製作。

## 描述
瓦爾卡面具的獨特性在於它是首次準確描繪人臉的作品。此前的嘗試，如特爾布拉克頭像並無解剖學上的準確性，而且有誇張的鼻子和耳朵。該面具高21.2公分，最初很可能屬於一尊完整真人大小的雕像的一部分。這尊雕像可能是由木材製成，而裸露的「皮膚」部分（手臂、手、腳，以及最明顯的頭部）則由更罕見的白色大理石製作。後腦勺會先覆上瀝青再覆上有色金屬，很可能是金箔或铜。這種組合會以分段式延伸到前額。假髮可能是用金屬飾釘固定在面具上，金屬飾釘上可能有雕刻。鏤空的眼睛和眉毛上有古代鑲嵌材料的痕跡，可能是貝殼和青金石。耳朵上的穿孔表明面具曾佩戴過珠寶。眉毛和頭髮的部分也用彩色鑲嵌物強調。

面具的後腦勺是平的，有用於固定的鑽孔。 

## 發現
1939年2月22日，由A. Nöldeke博士領導的德國考古研究所探險隊在現代巴格達以南的烏魯克市發現了瓦爾卡面具。該面具是在伊安娜（Eanna或Ianna）區發現，該區以神廟所供奉的女伊南娜而得名。

## 失竊與追回
伊拉克國家博物館於2003年伊拉克戰爭期間遭到洗劫。面具被認為是在當年4月10日至12日期間被拿走，另外還有其他40件物品遭掠走，包括瓦爾卡花瓶和巴塞特基雕像。
美國海軍陸戰隊預備役上校馬修·博格達諾斯率先發起追回這些文物的工作，於4月21日與團隊展開調查。但就在10月之前，位於紐約州奧蘭治堡的美國陸軍預備役第812憲兵連（戰鬥支援）收回了這件面具。博格達諾斯表示有一名伊拉克的線人走進博物館，並透露他知道古物被存放或隱藏在哪裡，但沒有認出面具的身份。根據這一資訊，仍在巴格達的調查人員前往該地點偵察，然後發動突襲。突襲最終結果令人滿意，但博格達諾斯解釋說，一開始希望並不高。 「起初他們沒有找到面具，但他們找到了巴格達北部的一間農場的主人，採訪了農場主後，他承認確實有一件古董，埋在他農場的後面。調查人員來到農場後方，在他放置的地方精準找到了面具，面具完好無損。」

## 圖庫

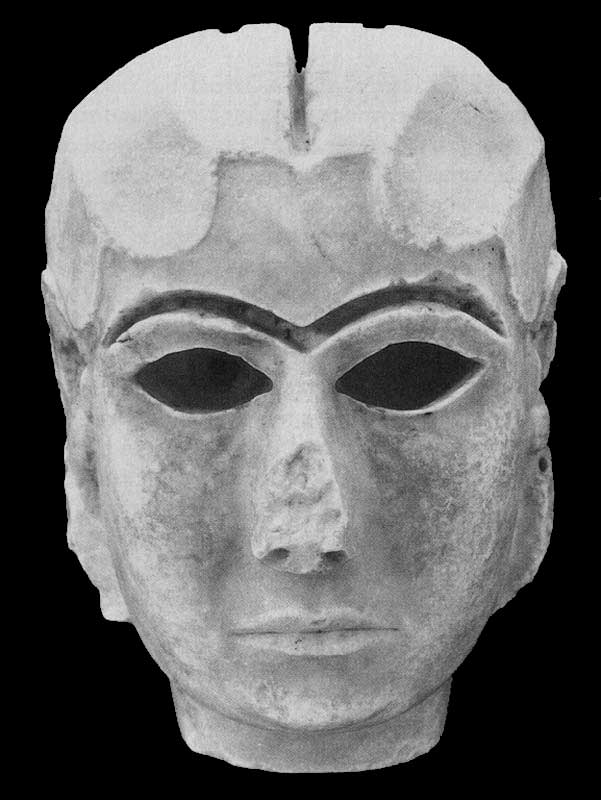
瓦爾卡面具正面
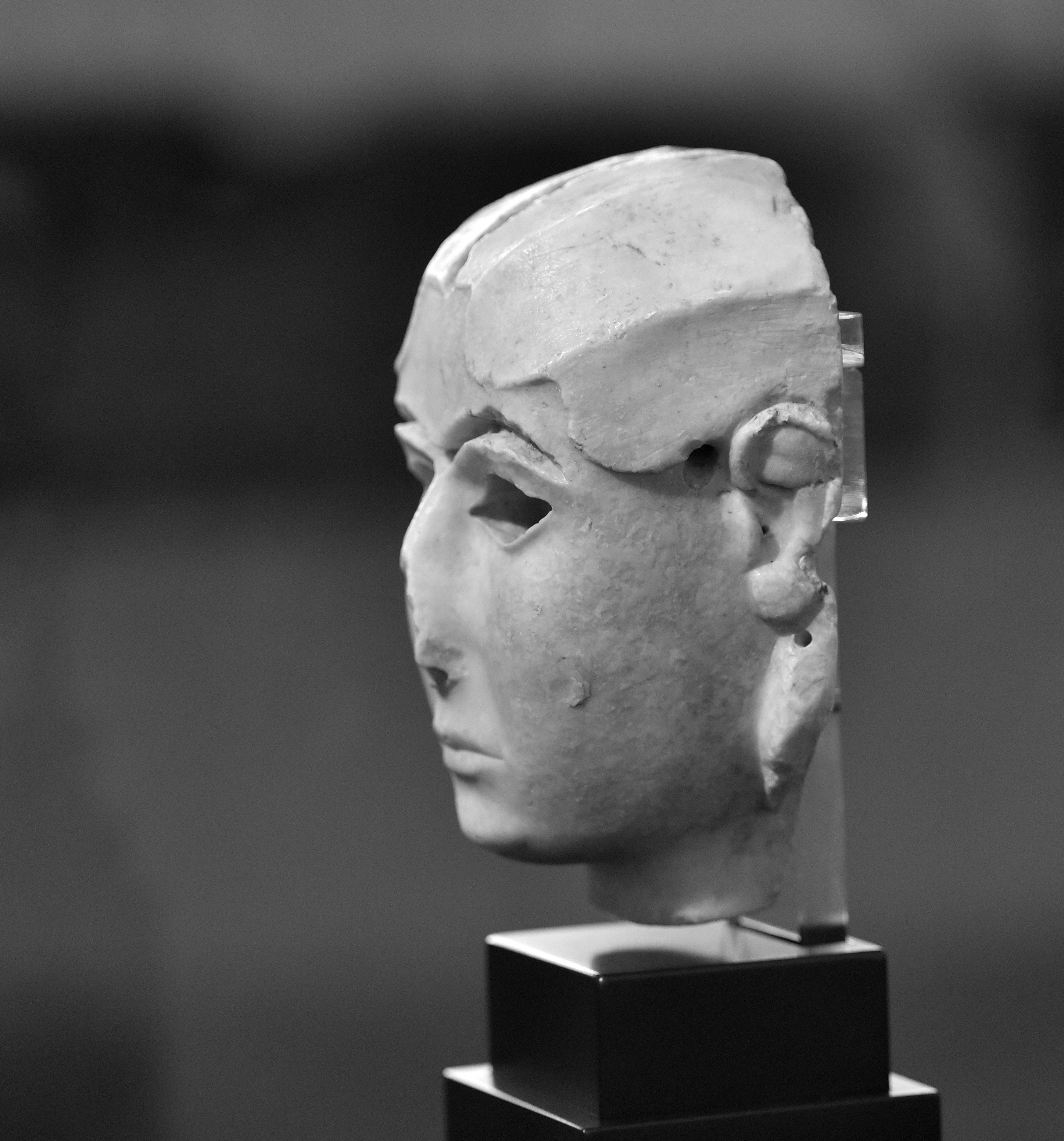
瓦爾卡面具側面
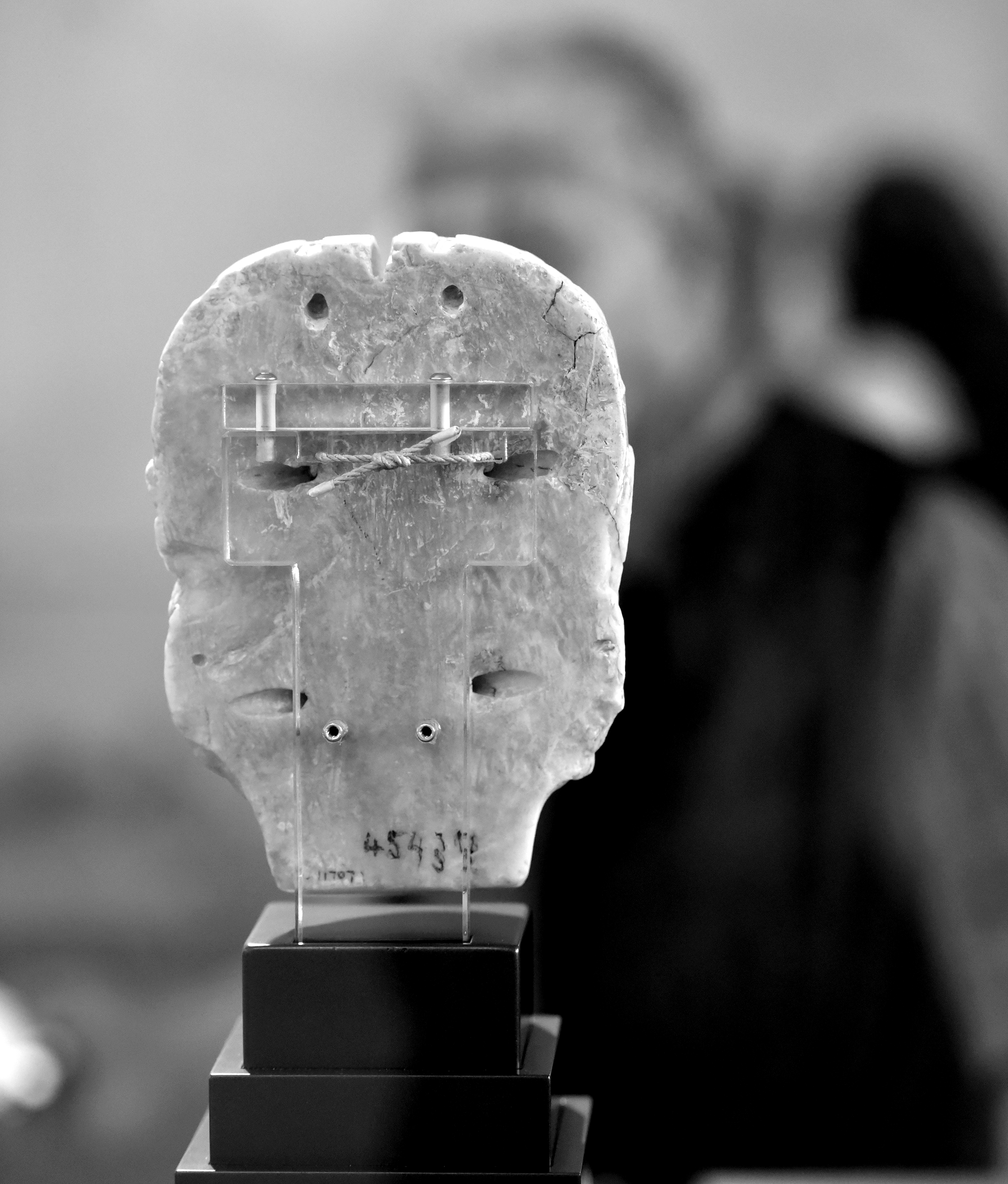
瓦爾卡面具背面
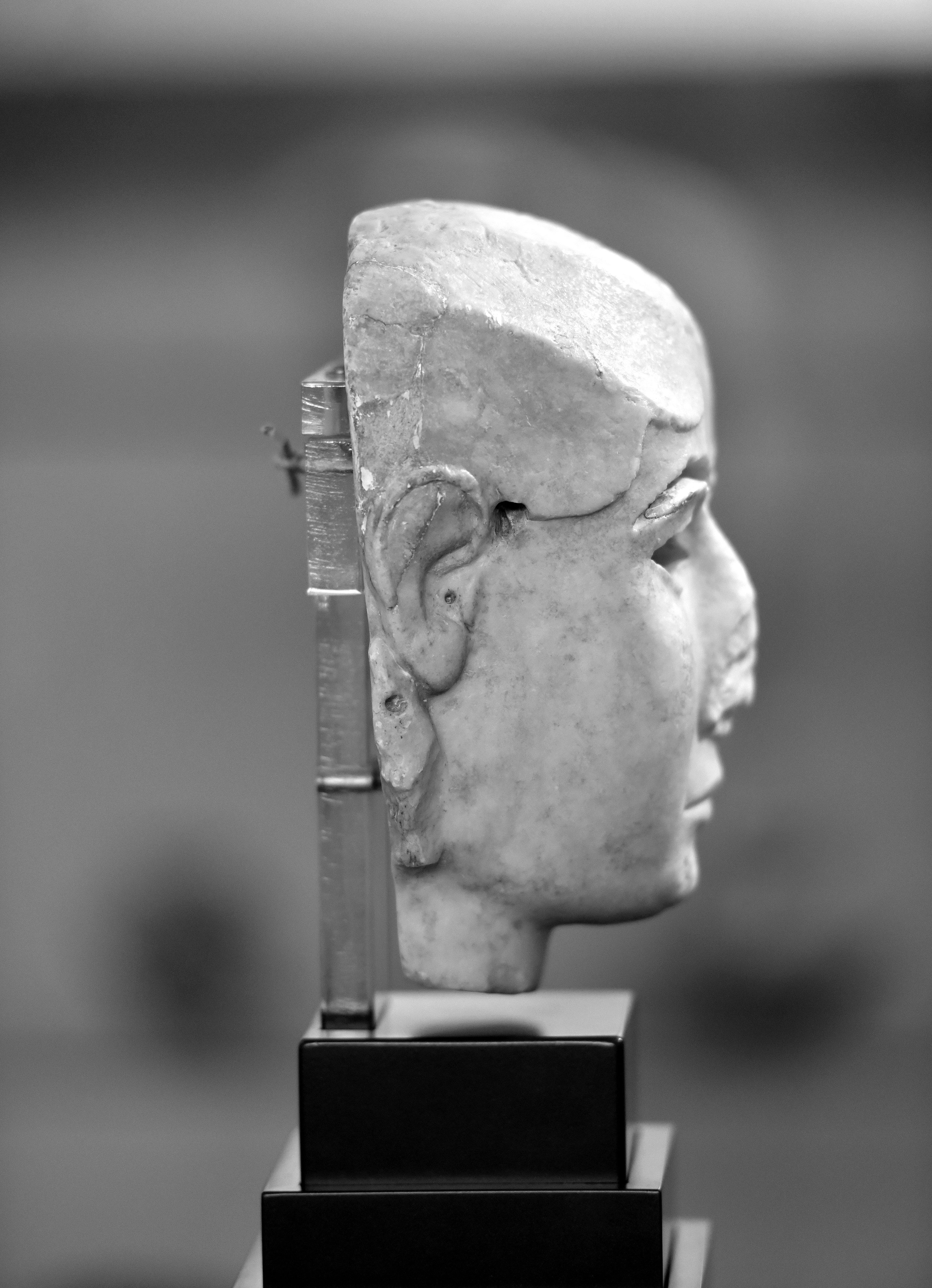
瓦爾卡面具側面
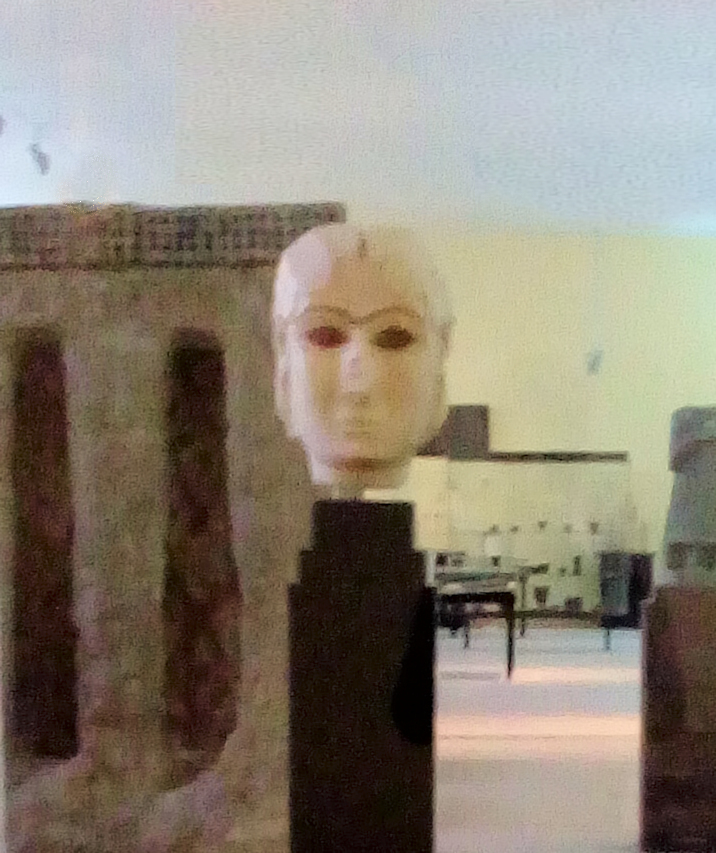
瓦爾卡面具，伊拉克國家博物館藏

## 註記
1. 1 2  Frankfort, 31–32
2. ↑  Stokstad, Marilyn. . Upper Saddle River: Pearson. 2018: 29–30, 33. ISBN 9780134479279.
3. ↑   Collon, Dominique. Ancient Near Eastern Art. Illustrated ed. University of California Press, 1995. Print.
4. ↑   Matthews, Roger. "Uruk-Warqa, Iraq." Current World Archaeology 23 (2007) Print.
5. ↑   Brown, Jeffery. "Recovering History." PBS Newshour (2003) Print.